# نیکو فان کرکهوفن
نیکو فان کرکهوفن (به انگلیسی: Nico Van Kerckhoven) بازیکن فوتبال اهل بلژیک و عضو تیم ملی فوتبال بلژیک است که در تاریخ ۲۹ مه ۱۹۹۶ میلادی اولین بازی ملی‌اش را مقابل تیم ملی فوتبال ایتالیا انجام داد. او در ۴۲ بازی ملی حضور داشت و جمعاً ۳۲۱۵ دقیقه برای تیم ملی فوتبال بلژیک به میدان رفت. نیکو فان کرکهوفن آخرین بازی ملی خود را در تاریخ ۱۷ ژوئن ۲۰۰۲ میلادی در برابر تیم ملی فوتبال برزیل انجام داد. وی در بازی‌های ملی‌اش ۳ گل به ثمر رساند.